# Chó dẫn đàn Đức Cũ
Chó dẫn đàn Đức Cũ (tiếng Đức: altdeutsche Hütehunde), bao gồm chó chăn cừu Đức cũ hoặc chó chăn cừu Đức cũ (altdeutsche Schäferhunde) là một nhóm chó chăn gia súc truyền thống của Đức. Chúng là những loại chó bản địa có chứa các giống chó lao động và một số trong số đó là các loại chó mà giống Chó chăn cừu Đức hiện đại đã phát triển với vị thế là một giống chó được tiêu chuẩn hóa. Các giống chó bản địa này không được công nhận bởi Fédération Cynologique Internationale nhưng một số có tiêu chuẩn riêng của họ, đó là khả năng làm việc và không phải đặc điểm ngoại hình.
Trong thế kỷ XIX, đã tồn tại nhiều giống chó hơn ở những vùng đất này. Một giống chó trong số chúng đã trở thành một phần của giống chó chăn cừu Đức hiện đại, trong khi những giống chó khác đã tuyệt chủng theo thời gian. Giống chó có cái tên tiếng Đức: pommerscher Hütehund ('Chó chăn cừu Pomeranian') và giống chó: Hütespitz ('Chó dẫn đàn đuôi cuộn') cũng được tính trong số chó chăn gia súc Đức Cũ. Chúng đã tuyệt chủng vào nửa sau của thế kỷ XX. Vùng đất Pomeranian được sử dụng để tăng cường các giống chó Great Pyrenee, Polski Owczarek Podhalanski, Kuvasz và các giống chó đã được tiêu chuẩn hóa hiện nay. Người ta cho rằng giống chó bản địa cuối cùng của vùng đất chăn gia súc, vốn có kích thước trung bình và bộ lông trắng, đã trở thành một phần của các giống chó nền tảng tạo nên giống Chó chăn cừu trắng. Có thể có những giống chó bản địa còn sống sót khác và chúng không có bất kỳ nỗ lực nào để thiết lập các tiêu chuẩn giống riêng cho chúng.